# Eotetranychus qinlingensis
Eotetranychus qinlingensis är en spindeldjursart som beskrevs av Wang 1980. Eotetranychus qinlingensis ingår i släktet Eotetranychus och familjen Tetranychidae. Inga underarter finns listade i Catalogue of Life.